# Jack bestelt een broertje
Jack bestelt een broertje is een Nederlandse familiefilm uit 2015 onder regie van Anne de Clercq.

## Verhaal
Jack heeft twee moeders en wil op zijn achtste verjaardag een broertje krijgen. Als zijn moeders hem een konijn geven is hij teleurgesteld. Hij komt erachter dat zijn twee moeders niet makkelijk aan kinderen kunnen komen. Oom Eimbert vertelt hem dat een vrouw met een eitje en een man met Willie's daarvoor nodig zijn. Verbaasd vraagt Jack aan zijn moeders hoe ze dan aan hem komen? 'Via het internet', luidt hun antwoord. Zonder overleg gaat Jack in het geheim op het internet op zoek naar Willie's om ze daar te kunnen bestellen.

## Rolverdeling
| - Matsen Montsma als Jack - Yenthe Bos als Harry - Jelka van Houten als Sanne - Georgina Verbaan als Lea - Rick Paul van Mulligen als Erik de Perik - Bram Verhoofstad als Monty - Mehdi Fakirni als Oliver - Daim Niehorster als Storm - Tygo Gernandt als Berend - Patrick Stoof als Tommy - Gijs Naber als Willy - Dick van den Toorn als oom Eimbert - Plien van Bennekom als tante Cuni - Maike Meijer als Kyra - Eva van der Gucht als Lente | - Susan Radder als Janneke - Arend Jan Heerma van Voss als agent Ooms - Bas van Prooijen als agent Stefan - Remko Vrijdag als Thor Thoontjes - Lies Visschedijk als Elfje - Cees Geel als Menzo - Joke Tjalsma als Jans - Sanne Vogel als bewarker - Patrick Martens als Bassie - Ruben Arnhem als kandidaat 1 - Ralf Mackenbach als kandidaat 2 - Geert Jan Jansen als butler - Tina de Bruin als Plien Plons - Anne-Marie Jung als Hoezee Jose - Julia Grace Booker als huilend meisje |